# Jacob Larsen
Jacob Larsen (ur. 13 czerwca 1988) – duński wioślarz, srebrny medalista olimpijski z Rio de Janeiro.
Zawody w 2016 były jego pierwszymi igrzyskami olimpijskimi. W Brazylii zajął 2. miejsce w czwórce bez sternika wagi lekkiej, osadę tworzyli także Morten Jørgensen, Kasper Winther Jørgensen i Jacob Barsøe. W tej konkurencji był złotym medalistą mistrzostw świata w 2013 i 2014 oraz srebrnym w 2015. W 2011 zdobył brąz w ósemce wagi lekkiej.